# Качим скученный
Ка́чим ску́ченный, или Гипсолю́бка ску́ченная, или Гипсолюбка шарикови́дная, или Качим шарикови́дный (лат. Gypsōphila glomerāta) — многолетнее травянистое растение; вид рода Качим (Gypsophila) семейства Гвоздичные (Caryophyllaceae).

## Ботаническое описание
Гемикриптофит. Многолетнее травяное растение 25—75 см высотой. Имеет мощный каудекс со стержневой корневой системой.
Стебель (один или несколько) простой, прямостоячий, наверху ветвистый, под соцветием железисто опушённый. Листья линейные или линейно-ланцетные, 3—10 см длиной и 0,5—0,7 см шириной, толстоватые, заострённые.
Прицветники обратнояйцевидные, на верхушке закруглённые, зубчатые. Цветки белые, мелкие, многочисленные, почти сидячие, собраны в шаровидном (головчатом) соцветии диаметром 12—15 мм. Чашечка ширококолокольчатая, короткая. Венчик раздельнолепестный, из пяти белых лепестков. Столбиков два. Тычинок десять. Цветёт в июне — июле.
Плод — шаровидная многосемянная коробочка, раскрывающаяся четырьмя створками. Плодоносит в июле — сентябре. Размножается семенами.

## Распространение и местообитание
Балканы, Причерноморье, Зап. Закавказье, Северный Кавказ, Крым. На Украине: степная зона и горный Крым (регионы — Донецкая, Херсонская, Николаевская области, Крым).

## Охранный статус

### В России
В России вид входит в Красную книгу Ставропольского края, растёт на территории Кабардино-Балкарского заповедника.

### На Украине
Входит в Красную книгу Украины, охраняется в Ялтинском горно-лесном заповеднике.